# Гданьская судоверфь
Гданьская судоверфь (пол. Stocznia Gdańska, в период с 1970 по 1989 год носила имя В. И. Ленина) — крупное судостроительное предприятие Польши в городе Гданьск. Известна как место возникновения движения «Солидарность» в 1980 году.

## История
В 1920-1937 было совместным англо -франко-гданьско-польским предприятием.

### Предприятие в ПНР
Создана в 1945 г., на базе двух немецких верфей (Schichau-Werft и Danziger Werft), сильно разрушенных в годы Второй мировой войны. Первое судно Гданьской судоверфи «Солдек» было спущено на воду в 1948 году.
В 1960-е годы ежегодно на верфи строилось примерно 30 судов. В 1968 общая грузоподъёмность построенных на верфи судов составила 418,5 тыс. т. Всего до 1969 г. построено 526 судов, общей грузоподъёмностью 2507,2 тыс. т.
Основной продукцией верфи были современные рыболовные суда. Строились торговые суда, главным образом для перевозки мелких грузов. 
Верфь производила также судовое оборудование и механизмы. Значительная часть продукции Гданьской судоверфи экспортировалось, крупнейшим покупателем её судов являлся СССР.
В период с 1970 по 1989 год носила имя В. И. Ленина.
Гданьская судоверфь им. Ленина традиционно являлась центром рабочих протестов в ПНР:
- Социальный взрыв декабря 1970 года вылился в масштабное кровопролитие.
- В августе 1980 года забастовка на Гданьской судоверфи вынудила коммунистические власти ПНР легализовать первый в Восточной Европе независимый профсоюз Солидарность. Именно здесь Лех Валенса подписал с вице-премьером Мечиславом Ягельским историческое Гданьское соглашение 31 августа 1980 года. Забастовку фактически поддерживал директор верфи Клеменс Гнех, предоставивший помещения, типографию и радиосвязь[1]. В первые дни военного положения декабря 1981 года на Гданьской судоверфи базировался всепольский забастовочный комитет «Солидарности».
- Гданьская судоверфь сыграла важную роль и в забастовочной волне 1988 года, инициировавшей трансформацию ПНР в Третью Речь Посполитую.

### Предприятие в Республике Польша
В 1990—1996 гг. предприятие работало как акционерное общество, причём более 60 % акций находилось в собственности польского государства, остальные принадлежали трудовому коллективу. После судебного решения о банкротстве 8 августа 1996 «Солидарность» развернула сбор пожертвований. К декабрю 1997 удалось собрать более 5,2 миллиона злотых (более 1,6 миллиона долларов). Работа на судоверфи не прекращалась, но численность занятых и объёмы производства резко упали.
8 сентября 1998 года АО «Судостроительная верфь Гданьск» была продана за 115 миллионов долларов судостроительной корпорации «Труймясто», основным владельцем которой являлось АО «Судоверфь Гдыня». Гданьская судоверфь была преобразована в новое структурное подразделение и получила название "Гданьская судостроительная верфь — Группа АО «Судостроительная верфь Гдыня».
В августе 2006 года предприятие выделилось из корпорации как самостоятельное АО «Судостроительная верфь Гданьск». 
В ноябре 2007 пакет в 75 % акций был приобретён украинским концерном «ИСД Польша», принадлежащим Сергею Таруте и Олегу Мкртчану. 25 % акций принадлежит польской госкомпании ARP (Agencji Rozwoju Przemysłu, Агентство промышленного развития).
Во второй половине 2000-х[уточнить] ЕС требовал от Гданьской судоверфи вернуть субсидию, выданную польским правительством в нарушение норм ЕС.
В настоящее время (?2013) на судоверфи работают около 2 тысяч человек (примерно в десять раз меньше, чем в начале 1980-х). Экономическое положение предприятия нестабильно. 
Весной 2013 г. возникли перебои с выплатами зарплаты. 26 сентября 2013 профячейка «Солидарности» во главе с Каролем Гузикевичем провела на верфи забастовку с несколькими сотнями участников. Правительство Дональда Туска отказалось выделить субсидии для предприятия, на три четверти принадлежащего украинскому капиталу.
Легендарную судоверфь удалось сохранить. Однако это было сделано преимущественно из политико-идеологических соображений, вопреки экономической тенденции. Польский судостроительный кластер уступает в международной конкуренции и подвергается административно-экономическому давлению инстанций Евросоюза.

## Продукция

### Сухогрузныепароходы
- Проект B-30, тип Soldek / Первомайск
- Проект B-31, Тип Донбасс, Тип Шкипер Гек (2-я серия п/х Донбасс)
- Проект B-32, тип Чулым

### Сухогрузы
- Проект B-40, тип Коммунист
- Проект B-44, тип Муром
- Проект B-54, тип Marceli Nowotko / Лениногорск

### Лесовозы
- Проект B-45, Тип Беломорсклес
- Проект B-352, тип Павлин Виноградов (2-я серия, теплоход)
- Проект B-436, тип Николай Новиков
- Проект B-514-RT, тип Волголес
- Проект B-540/1, тип Влас Ничков (2-я серия т/х Николай Новиков)

### Ro-Ro
- Проект B-481, тип Скульптор Коненков

### Траулеры
- Проект B-26, тип Космос

### Парусные суда
- Проект B-810, тип Дружба

Военные корабли
• Проект 864 "Меридиан"